# Cézan
Cézan is een gemeente in het Franse departement Gers (regio Occitanie) en telt 150 inwoners (1999). De plaats maakt deel uit van het arrondissement Condom.

## Geografie
De oppervlakte van Cézan bedraagt 12,2 km², de bevolkingsdichtheid is 12,3 inwoners per km².
De onderstaande kaart toont de ligging van Cézan met de belangrijkste infrastructuur en aangrenzende gemeenten.

## Demografie
Onderstaande figuur toont het verloop van het inwonertal (bron: INSEE-tellingen).